# 根纳季·图尔莫夫
根纳季·彼得罗维奇·图尔莫夫（俄语：Геннадий Петрович Турмов，1941年8月28日—2020年11月11日），俄罗斯船舶工程师，远东国立技术大学教授、前校长。符拉迪沃斯托克荣誉市民。

## 生平
1941年生于沃罗涅日州。1946年移居滨海边疆区乌苏里斯克。1966年毕业于古比雪夫远东技术学院造船系，在喀山的一所造船厂工作。1969年进入海军服役。复员后在马卡罗夫太平洋高等海军学校从事科研和教学工作。1991年以海军上校军衔退休，同时受邀进入远东技术学院工作，担任副院长。1992年升任校长，同时让学院升格为远东国立技术大学。曾任滨海边疆区立法会议代表（2003年－2007年），符拉迪沃斯托克市杜马代表（2007年－2012年）。业余爱好地方志研究，2007年出版了《100年前：邮政明信片上的中国》画册。
2020年11月11日因癌症逝世。